# Patagiatella
Patagiatella es un género de foraminífero bentónico de la familia Epistomariidae, de la superfamilia Asterigerinoidea, del suborden Rotaliina y del orden Rotaliida. Su especie tipo es Patagiatella milletti. Su rango cronoestratigráfico abarca el Holoceno.

## Clasificación
Patagiatella incluye a la siguiente especie:
- Patagiatella milletti